# 失衡凶間
《失衡凶間》（英語：Tales from the Occult）是2022年香港超自然驚慄恐怖電影，由陳果、馮志強及許業生聯合執導，任賢齊、林曉峰、顏卓靈、吳海昕、蘇麗珊和關楚耀主演，第四十六屆香港國際電影節隆重首映。《失衡凶間》結合三個詭異短篇故事：〈暗角〉、〈死場〉及〈唐樓〉。

## 故事

### 〈暗角〉
導演：許業生
新晉女歌手悠雅搬入新居，以為方便感情發展，可惜事與願違，更被噩夢纏繞，情緒大受困擾，懷疑是多年前目睹的墮樓者死不瞑目，令她分不清到底是病，還是鬼魅纏身。

### 〈死場〉
導演：陳果
教人發達的網絡紅人楊偉哥，在直播中推介商場筍盤時，遇上專爆黑幕的另一直播KOL金翅鳥，雙方劍拔弩張。同一夜，商場內出現了神秘怪客，原來商場筍盤翻新前暗藏駭人秘密。

### 〈唐樓〉
導演：馮志強
唐樓梯間，渾身滴水的雨衣怪客堵塞出口，疑似溺死怨靈，不時向上層逼近。網絡女作家阿芷聯同其他住客，求江湖大佬何歡出手。梯間狹路相逢，眾人與雨衣怪客展開一場奇幻攻防戰。

## 角色

### 〈暗角〉
| 演員   | 角色   | 角色介紹                                                                        |
| 顏卓靈 | 顧悠雅 | 歌手 狄亞倫之旗下歌手兼女友 在家遇見黎炳輝之鬼魂                                |
| 關楚耀 | 狄亞倫 | Alan 顧悠雅之經理人兼男友 在顧悠雅的夢境中，被黎炳輝推落樓身亡                  |
| 鄭丹瑞 | Ronald | 心理醫生 替顧悠雅治病，向她解釋撞鬼是她自己的愧疚所形成                         |
| 伍詠詩 | Alice  | 網名JoJoBear 顧悠雅之好友 女同性戀者，喜歡顧悠雅 用網名身份誘使顧悠雅離開狄亞倫 |
| 陳維諾 | 黎炳輝 | 盲輝哥 顧悠雅之裝修師傅 在顧悠雅的夢境中，化成被顧悠雅不顧而去而死去的男子鬼魂  |
| 羅孝勇 | Joseph | 歌手 顧悠雅之暗戀對象                                                           |

### 〈死場〉
| 演員   | 角色   | 角色介紹 |
| 林曉峰 | 楊偉成 | 楊偉哥 網絡紅人 誘騙網民投資鬧鬼的商場 曾在商場的前身亂拋煙頭而導致火災，令米米毁容及其父母喪生 被米米報復，在車上淋火水，與其同歸於盡 |
| 蘇麗珊 | 金翅鳥 | 網絡紅人 米米之妹 直播去揭露楊偉成的騙局                                                                                               |
| 鍾雪瑩 | 米米   | 商場神秘人 金翅鳥之姐 扮鬼在商場嚇人 因當年楊偉成亂拋煙頭而引發火災，而導致其毁容及其父母喪生 向楊偉成報復，在車上淋火水，與楊同歸於盡 |
| 楊偉倫 |        | 商場保安 被楊偉成欺騙投資商場，欲殺死楊偉成報復，但反被楊偉成殺死                                                                      |
| 李亦喬 |        | 商場租戶 經營塔羅占卜店 |
| 余子穎 |        | 商場租戶 經營服裝店 |

### 〈唐樓〉
| 演員   | 角色   | 角色介紹                                                                      |
| 吳海昕 | 李玥芷 | 阿芷 網絡作家 住5B室 隱瞞自己殺死情敵，企圖將唐樓鬧鬼轉移到何歡曾經殺人而導致 |
| 任賢齊 | 何歡   | 江湖大佬 住4B室 李玥芷之鄰居                                                  |
| 陳湛文 | 吉仔   | 詠春師傅 住4A室 李玥芷之鄰居                                                  |
| 車保羅 | 蘭叔   | 獨居老人 住3B室 李玥芷之鄰居                                                  |
| 寶珮如 | 神婆   | 住2B室 阿芷之鄰居 被Flora安排要假裝撞車死，去揭露李玥芷是殺人真兇             |
| 麥詠楠 |        | 雨衣怪客 被Flora安排扮鬼，去揭露李玥芷是殺人真兇                              |
| 張松枝 |        | 江湖人物 何歡之仇家 原本想找何歡尋仇，但被李玥芷聲稱何歡剛殺人棄屍而被嚇退    |
| 植詠珊 | Flora  | 記者 吉仔之朋友 刻意營造唐樓鬧鬼，去揭露李玥芷是殺人真兇                      |

## 獎項
| 年份 | 頒獎典禮                       | 獎項               | 入圍者 | 結果 |
| ---- | ------------------------------ | ------------------ | ------ | ---- |
| 2023 | 2022年度香港電影編劇家協會大獎 | 年度最佳電影角色獎 | 任賢齊 | 提名 |

## 外部連結
- 香港影庫上《失衡凶間》的資料（繁體中文）
- 豆瓣电影上《失衡凶間》的資料 （简体中文）
- 时光网上《失衡凶間》的資料（简体中文）
- 互联网电影数据库（IMDb）上《失衡凶間》的资料（英文）